# Empire (песма групе Kasabian)
Empire (у преводу, Царство) је песма британског рок бенда Касабијана, и главна је песма на њиховом другом албуму, . Издат је 24. јула 2006. као главни сингл са тог албума на CD-у. 21. августа 2006. године, издате су 10" и Макси-ЦД верзије сингла. Песма је била доступна за поручивање пре издања на сајту бенда и такође је укључивала бесплатно преузимање њихове обраде песме Дејвида Бовија, "Heroes," која је коришћена за пренос Светског фудбалског првенства 2006. на ITV телевизији.

## Списак песама

### CD
- , издат 24. јула 2006. (ВБ)

1. "" – 3:24
2. "" – 3:40

### 10"
- , издат 21. августа 2006. (ВБ)

1. " – 3:24

### DVD
- , издат 21. августа 2006. (ВБ)

1. "" – 3:24
2. "" (спот)

## Музички спот
Музички спот за "Empire" режирао је W.I.Z. и налази се на DVD синглу. Спот представља чланове Касабијана као војнике током Англо-Зулу рата и снимљен је на месту где је некад био руски војни камп надомак Будимпеште.
У складу са јаком противратном поруком песме, спот представља поглед на ватрену смрт и уништења које изазива рат. Спот почиње са куриром у чија леђа пуцају док носи поруку бенду (референца на њихову песму 'Shoot the Runner'), а завршава се тако што сами чланови бенда бивају убијени од стране генерала када одбијају да ступе на бојиште. Спот се завршава подругљивом коришћењем латинске фразе, "Dulce et decorum est pro patria mori", добро познате као део познате антиратне песме коју је написао Вилфред Овен, војник Првог светског рата.